# MSCI Emerging Markets

MSCI Emerging Markets is een aandelenindex. Alleen aandelen die volgens de definitie van de MSCI tot de opkomende landen behoren, zijn in deze index opgenomen. De index wordt onderhouden door Morgan Stanley Capital International (MSCI) en is samengesteld uit iets meer dan 1250 aandelen uit 24 landen.

## Samenstelling
De index wordt sinds 1988 berekend en de startwaarde was 100 punten. Door de sterke economische groei in deze landen en de ontwikkeling van de financiële markten, waaronder ook de effectenbeurzen, neemt het economisch belang van deze regio toe. In 1988 begon deze index met 10 landen die minder dan 1% van de globale marktkapitalisatie vertegenwoordigden naar 23 landen per medio 2015 met een wereldwijd aandeel van 13% in de totale marktwaarde.
In december 2024 bestaat de index uit 1252 aandelen en de index representeert ongeveer 85% van de free float marktkapitalisatie van de opgenomen landen. Alle aandelen in de index vertegenwoordigen een totale beurswaarde van US$ 7666 miljard. Binnen de index is de Volksrepubliek China, met H-aandelen die genoteerd staan op de Hongkong aandelenbeurs, het grootste land met een gewicht van 28%. De vier daaropvolgende landen naar grootte zijn: Taiwan (20%), India (19%), Zuid-Korea (9%) en Saudi-Arabië (4%). De grootste sector is informatietechnologie met een gewicht van 24,3% bestaat uit financiële ondernemingen met een belang van 23,7%. De nutsbedrijvensector is het kleinst, deze vertegenwoordigt 2% van de totale index. De drie grootste bedrijven in de index zijn: TSMC, Tencent en Alibaba Group en een gezamenlijk gewicht van ruim 17%.

## Landen onderdeel van de index
De lijst van landen wordt ten minste eenmaal per jaar herzien. In november 2013 kwam Griekenland erbij en ging Marokko eruit. In juni 2014 werden Qatar en de Verenigde Arabische Emiraten toegevoegd aan de index.
De landen die nu deel uitmaken van deze index zijn:
| Zuid-Amerika | Europa, Midden-Oosten en Afrika | Azië                 |
| ------------ | ------------------------------- | -------------------- |
| Brazilië     | Tsjechië                        | Volksrepubliek China |
| Chili        | Egypte                          | India                |
| Colombia     | Griekenland                     | Indonesië            |
| Mexico       | Hongarije                       | Zuid-Korea           |
| Peru         | Polen                           | Maleisië             |
|              | Qatar                           | Filipijnen           |
|              | Saudi-Arabië                    | Taiwan               |
|              | Zuid-Afrika                     | Thailand             |
|              | Turkije                         | Pakistan             |
|              | VAE                             |                      |

Twee landen staan al geruime tijd op de nominatie om uit deze index te gaan en op te klimmen naar de aandelenindex voor ontwikkelde landen. Zuid-Korea staat al sinds 2008 op de nominatie en Taiwan vanaf 2009. Medio 2014 besloot MSCI de status niet te veranderen omdat beide landen onvoldoende maatregelen hebben genomen waardoor buitenlandse investeerders meer toegang krijgen tot de aandelenbeurzen. Deze twee landen maken samen een kwart van de index uit en een eventueel vertrek zal leiden tot forse mutaties van de gewichten van de resterende landen. In juni 2017 werd Pakistan in de index opgenomen.
Vanaf juni 2018 worden Chinese A-aandelen opgenomen in de MSCI Emerging Markets Index. Chinese binnenlandse aandelen waren afgesloten voor buitenlandse beleggers, maar China heeft verbindingen gelegd tussen de aandelenbeurzen van Shanghai en Hongkong en tussen Shanghai en Shenzhen. Door deze maatregelen zijn de aandelen beter verhandelbaar voor buitenlandse investeerders en beleggers. In totaal komen 222 aandelen in aanmerking om opgenomen te worden in de index, en ze krijgen aanvankelijk een aandeel van 0,73% in de index.
Medio 2019 traden Saudi Arabië en Argentinië toe tot de index. Argentinië vertrok in 2009 uit de index nadat president Cristina Fernández de Kirchner kapitaalrestricties instelde. Met de komst van Mauricio Macri is het economische beleid gewijzigd en dit maakte een terugkeer in de index mogelijk. In juni 2021 besloot MSCI Argentinië weer uit de index te stoten mede vanwege de kaptaalrestricties die zijn geïntroduceerd door president Alberto Fernández waardoor het voor beleggers moeilijker is geworden geld uit het land te halen. In november 2021 vervalt de positie van het land daadwerkelijk uit de index.
Op 2 maart 2022 besloot MSCI Rusland uit de index te verwijderen per het slot van de beurzen op 9 maart. Reden voor deze maateregel is de onmogelijkheid om nog in Russische aandelen te handelen als een gevolg van diverse economische en financiële sancties tegen het land na de Russische invasie van Oekraïne per eind februari 2022.

## Rendementen
In de tabel staan de rendementen van de index vanaf het jaar 2000. Ter vergelijking zijn ook de jaarrendementen van de MSCI All Country World-index (MSCI ACWI) opgenomen. Deze index bestaat uit alle aandelen van ontwikkelde landen en ontwikkelingslanden. De rendementen van de MSCI Emerging Markets vertonen de grootste uitslagen van de twee indices.
| Jaar | MSCI Emerging Markets | MSCI ACWI |
| ---- | --------------------- | --------- |
| 2001 | −2,62%                | −16,21%   |
| 2002 | −6,17%                | −19,32%   |
| 2003 | 55,82%                | 33,99%    |
| 2004 | 25,55%                | 15,23%    |
| 2005 | 34,00%                | 10,84%    |
| 2006 | 32,14%                | 20,95%    |
| 2007 | 39,42%                | 11,66%    |
| 2008 | −53,33%               | −42,19%   |
| 2009 | 78,51%                | 34,63%    |
| 2010 | 18,88%                | 12,67%    |
| 2011 | −18,42%               | −7,35%    |
| 2012 | 18,22%                | 16,13%    |
| 2013 | −2,60%                | 22,80%    |
| 2014 | −2,19%                | 4,16%     |
| 2015 | −14,92%               | −2,36%    |
| 2016 | 11,19%                | 7,86%     |
| 2017 | 37,28%                | 23,97%    |
| 2018 | −14,58%               | −9,42%    |
| 2019 | 18,42%                | 26,60%    |
| 2020 | 18,31%                | 16,25%    |
| 2021 | −2,54%                | 18,54%    |
| 2022 | −20,09%               | −18,36%   |
| 2023 | 10,27%                | 22,20%    |
| 2024 | 8,05%                 | 17,49%    |